# Bad Reputation
Bad Reputation (с англ. Погана репутація) — восьмий студійний альбом ірландського хард-рок гурту Thin Lizzy, виданий в 1977 году.

## Список композицій
Автор музики і слів Філ Лайнотт, якщо не вказано інше. 
| Сторона 1 | Сторона 1            | Сторона 1                          | Сторона 1  |
| #         | Назва                | Автор                              | Тривалість |
| --------- | -------------------- | ---------------------------------- | ---------- |
| 1.        | «Soldier of Fortune» |                                    | 5:18       |
| 2.        | «Bad Reputation»     | Брайан Дауні, Скотт Горем, Лайнотт | 3:09       |
| 3.        | «Opium Trail»        | Дауні, Горем, Лайнотт              | 3:58       |
| 4.        | «Southbound»         |                                    | 4:27       |

| Сторона 2 | Сторона 2                                                     | Сторона 2      | Сторона 2  |
| #         | Назва                                                         | Автор          | Тривалість |
| --------- | ------------------------------------------------------------- | -------------- | ---------- |
| 1.        | «Dancing in the Moonlight (It's Caught Me in It's Spotlight)» |                | 3:26       |
| 2.        | «Killer Without a Cause»                                      | Горем, Лайнотт | 3:33       |
| 3.        | «Downtown Sundown»                                            |                | 4:08       |
| 4.        | «That Woman's Gonna Break Your Heart»                         |                | 3:25       |
| 5.        | «Dear Lord»                                                   | Горем, Лайнотт | 4:26       |

| Бонус видання 2011 року | Бонус видання 2011 року                                                                | Бонус видання 2011 року |
| #                       | Назва                                                                                  | Тривалість              |
| ----------------------- | -------------------------------------------------------------------------------------- | ----------------------- |
| 10.                     | «Killer Without a Cause» (BBC, 8 січня 1977 року)                                      | 3:42                    |
| 11.                     | «Bad Reputation» (BBC, 8 січня 1977 року)                                              | 2:48                    |
| 12.                     | «That Woman's Gonna Break Your Heart» (BBC, 8 січня 1977 роу)                          | 3:28                    |
| 13.                     | «Dancing in the Moonlight (It's Caught Me in It's Spotlight)» (BBC, 8 січня 1977 року) | 3:21                    |
| 14.                     | «Downtown Sundown» (BBC, 8 січня 1977 року)                                            | 3:53                    |
| 15.                     | «Me and the Boys» (саундчек)                                                           | 4:15                    |

## Учасники запису
- Філ Лайнотт — бас-гітара, вокал
- Скотт Горем — гітара
- Брайан Робертсон  — гітара, клавішні
- Брайан Дауні — ударні

додаткові музиканти
- Мері Хопкін — бек-вокал
- Джон Хелліуелл — саксофон, кларнет

## Позиції в чартах
| Чарт (1977)    | Найвища позиція |
| -------------- | --------------- |
| Великобританія | 4               |
| Норвегія       | 13              |
| Швеція         | 9               |